# Preda Mihăilescu
Preda V. Mihăilescu (Boekarest, 23 mei 1955) is een Roemeense wiskundige, die het meest bekend is door zijn bewijs van het vermoeden van Catalan.
Na het verlaten van Roemenië in 1973 vestigde Mihăilescu zich in Zwitserland, waar hij wiskunde en informatica studeerde in Zürich. In 1997 behaalde hij zijn doctoraat aan de ETH Zürich. Zijn proefschrift, getiteld Cyclotomy of rings and primality testing, werd geschreven onder begeleiding van Erwin Engelen en Hendrik Lenstra.
Mihăilescu deed meerdere jaren onderzoek aan de Universiteit van Paderborn. Sinds 2005 is hij hoogleraar aan de Universiteit van Göttingen.
In 2002 bewees Mihăilescu het vermoeden van Catalan. Dit getaltheoretische vermoeden, geformuleerd door de Belgische wiskundige Eugène Charles Catalan in 1844, was al meer dan een eeuw onbewezen. Mihăilescus bewijs verscheen in 2004 in het Journal für die reine und angewandte Mathematik. Aan het resultaat wordt nu af en toe gerefereerd als de stelling van Mihăilescu.